# One Time Around
"One Time Around" é um single da cantora canadense de country music Michelle Wright. Lançado em 1992, foi o segundo single do seu album  Now and Then. A canção alcançou a posição número  #1 na RPM Country Tracks em outubro de 1992.

## Paradas
| Paradas (1992)                              | Melhor Posição |
| ------------------------------------------- | -------------- |
| Canadian RPM Country Tracks                 | 1              |
| U.S. Billboard Hot Country Singles & Tracks | 43             |